# Slaget ved Salamis
Slaget ved Salamis (græsk: Ναυμαχία τῆς Σαλαμῖνος, Naumachia tēs Salaminos) blev udkæmpet mellem en alliance af græske bystater og Persien (Cuomos) i september 480 f.Kr. i stræderne mellem fastlandet og øen Salamis, som ligger i den Saroniske Bugt nær Athen. Det var kulminationen på den anden persiske invasion af Grækenland, som var begyndt i 480 f.Kr.
For at blokere den persiske fremrykning spærrede en lille styrke fra Sparta passet i Thermopylæ, mens den allierede flåde, som var domineret af Athen, angreb den persiske flåde i det nærliggende stræde ved Artemisium. I det følgende slag ved Thermopylæ blev spartanerne udryddet, mens grækerne havde store tab i slaget ved Artemisium og trak sig tilbage efter tabet af Thermopylæ. Dette gjorde det muligt for perserne at erobre Boiotien og Attika. De allierede forberedte sig på at forsvare Peloponnes, mens flåden blev trukket tilbage til den nærliggende ø Salamis.
Selv om de var stærkt i undertal blev de græske allierede overtalt af den atheniensiske general Themistokles til igen at angribe den persiske flåde, i håb om at en sejr kunne forhindre flådeoperationer mod Peloponnes. Den persiske konge Xerxes var også ivrig efter at udkæmpe et afgørende slag. Themistokles lokkede den persiske flåde ind i stræderne ved Salamis, hvor perserne forsøgte at blokere begge indgange. I det snævre farvand udgjorde det store antal persiske skibe en aktiv forhindring, da skibene havde svært ved at manøvrere og dermed kom ud af formation. Den græske flåde greb chancen og sikrede sig en afgørende sejr ved at sænke eller erobre mindst 300 persiske skibe.
Som følge af nederlaget trak Xerxes sig tilbage til Asien med størstedelen af sin hær, og overlod det til Mardonius at fuldføre erobringen af Grækenland. Det følgende år blev resten af den persiske hær imidlertid afgørende slået i slaget ved Platæa og den persiske flåde blev slået i slaget ved Mycale. Herefter forsøgte perserne ikke igen at erobre det græske fastland. Disse slag ved Salamis og Platæa udgjorde således et vendepunkt i Perserkrigene. Herefter var det de græske poleis som gik i offensiven. En række historikere mener, at en persisk sejr ville have forhindret udviklingen af antikkens Grækenland, og som konsekvens udviklingen af den vestlige civilisation. De mener derfor, at Salamis er et af de vigtigste slag i menneskehedens historie.

## Baggrund
De græske bystater (polis) Athen og Eretria havde støttet det fejlslagne joniske oprør mod det persiske rige under Dareios 1. i 499-494 f.Kr., som blev anført af statholderen i Milet, Aristagoras. Det persiske rige var stadig forholdsvis ungt, og udsat for oprør blandt de underkastede folk. Hertil kom at Darius var en usurpator, som havde brugt meget tid på at nedkæmpe revolter mod sit styre. Det joniske oprør truede med at få hans rige til at falde fra hinanden, og Dareios svor, at han ville straffe deltagerne (især dem, som ikke allerede tilhørte imperiet). Darius så også en mulighed for at udvide sit rige ind det delte antikke Grækenland. En indledende ekspedition i 492 f.Kr. under Mardonius, som skulle sikre adgangen over land til Grækenland, endte med generobringen af Thrakien og tvang Makedonien til at blive vasal af Persien.
I 491 f.Kr. sendte Dareios udsendinge til alle de græske bystater, og bad om en gave i form af 'jord og vand' – dvs. et symbol på deres underkastelse. Efter at have set en demonstration af hans magt det følgende år gav hovedparten af de græske bystater efter. I Athen derimod blev ambassadørerne stillet for retten og derpå henrettet. I Sparta blev de simpelthen smidt ned i en brønd. Det betød, at Sparta nu også officielt var i krig med Persien.
Dareios opstillede derfor en amfibiestyrke under Datis og Artafernes i 490 f.Kr., som angreb Naxos inden de modtog underkastelsen fra de andre øer i Kykladerne. Styrken fortsatte herefter til Eretria, som blev belejret og ødelagt. Endelig fortsatte den mod Athen. Styrken gik i land i bugten ved Marathon, hvor den blev mødt af en langt mindre hær fra Athen. I det efterfølgende slag ved Marathon vandt athenienserne en bemærkelsesværdig sejr, som resulterede i at den persiske hær trak sig tilbage til Lilleasien.
Dareios begyndte derfor at rejse en enorm ny hær, som fuldstændig skulle underlægge sig Grækenland, men i 486 f.Kr. gjorde hans undersåtter i Ægypten oprør, hvilket betød en udsættelse af ekspeditionen til Grækenland på ubestemt tid. Darius døde derpå mens han forberedte sig på at marchere mod Ægypten, og den persiske trone overgik til hans søn Xerxes 1. Xerxes knuste det ægyptiske oprør og gik meget hurtigt i gang med forberedelserne til invasionen af Grækenland. Da dette skulle være en storstilet invasion krævede den lang tids planlægning, oplagring af forsyninger og udskrivning af tropper. Xerxes besluttede, at der skulle bygges bro ved Hellespont så hæren kunne krydse over til Europa, og at der skulle graves en kanal over tangen ved Athosbjerget (en persisk flåde var blevet ødelagt ved denne pynt i 492 f.Kr.). Det var begge yderst ambitiøse projekter, som ingen anden stat på daværende tidspunkt ville have kunnet gennemføre. I begyndelsen af 480 f.Kr. var forberedelserne afsluttet og hæren, som Xerxes havde mønstret ved Sardis, marcherede til Europa ved at krydse to pontonbroer ved Hellespont.
Athenienserne havde også forberedt sig på krig med perserne siden midten af 480'erne f.Kr. og i 482 f.Kr. blev det efter råd fra den atheniensiske politiker Themistokles besluttet at bygge en stor flåde af trierer, som ville være nødvendig for at kunne kæmpe mod perserne. Athenienserne havde imidlertid ikke den nødvendige mandskabsstyrke til både at kunne kæmpe til lands og til vands, og derfor ville kampen mod perserne kræve en alliance mellem de græske bystater. I 481 f.Kr. sendte Xerxes ambassadører til Grækenland for at bede om jord og vand, men undlod bevidst Athen og Sparta. Støtten begyndte således at samle sig om disse to førende stater. En kongres mellem bystaterne blev afholdt i Korinth i det sene efterår i 481 f.Kr., og der blev dannet en konføderation af græske bystater. Den fik magt til at sende udsendinge med anmodning om assistance og til at sende tropper fra medlemsstaterne til forsvarsstillinger efter fælles konsultation. Dette var bemærkelsesværdigt i den usammenhængende græske verden, især da mange af de deltagende bystater teknisk set stadig var i krig med hinanden.
Indledningsvis besluttede kongressen at forsvare den snævre Tempedal på grænsen til Thessalien, og derved blokere Xerxes' fremrykning. Da de nåede frem blev de imidlertid advaret af Alexander 1. af Makedonien om at dalen kunne omgås gennem passet ved nutidens landsby Sarantaporo, og at Xerxes' hær var overvældende. Grækerne trak sig tilbage. Kort tid efter fik de meddelelse om at Xerxes havde krydset Hellespont. En ny strategi blev derfor valgt af de allierede. Vejen til det sydlige Grækenland (Boiotien, Attica og Pelopennes) gik gennem det snævre pas ved Thermopylæ, og det kunne let blokeres af de græske hoplitter uanset det store antal persere. Desuden kunne grækerne forhindre perserne i at omgå Thermopylæ ad søvejen ved at blokere strædet ved Artemisium. Denne dobbeltstrategi blev vedtaget af kongressen. Byerne på Peloponnes forberedte imidlertid også planer om at falde tilbage og forsvare Korinthtangen hvis det skulle blive nødvendigt og alle kvinder og børn i Athen blev evakueret til byen Troezen på Pelopennes.
De berømte 300 spartanere holdt ud i passet ved Thermopylæ mod perserne i tre dage inden de blev omgået over en bjergsti. En stor del af den græske hær trak sig tilbage inden spartanerne og thespianerne, som havde fortsat med at blokere passet, blev omringet og dræbt. Det samtidige slag ved Artemisium havde indtil da været uafgjort; men da nyheden om Thermopylæ nåede dem trak den allierede flåde sig tilbage idet det ikke længere var vigtigt at holde stræderne ved Artemisium.

## Forspil
Den allierede flåde sejlede herefter fra Artemisium til Salamis for at deltage i evakueringen af Athen. Undervejs efterlod Themistokles inskriptioner, som henvendte sig til de jonisk græske besætninger i den persiske flåde ved alle de kilder, som de kunne tænkes at passere, i hvilke de blev opfordret til at skifte over på den græske side. Efter slaget ved Thermopylæ plyndrede og brændte den persiske hær de byer i Boiotien, som ikke havde overgivet sig – Platæa og Thespiai inden den marcherede mod den nu rømmede by Athen. De allierede (fortrinsvis peloponnesere) forberedte sig på at forsvare Korinthtangen. De ødelagde den vej, som førte gennem den og byggede en mur over den. Denne strategi havde imidlertid en fejl, med mindre den allierede flåde kunne forhindre den persiske flåde i at føre tropper over den Saroniske bugt. Under et krigsråd, som blev afholdt efter at evakueringen af Athen var fuldført, hævdede den korinthiske flådechef Adeimantus, at flåden skulle samle sig ud for kysten ved tangen for at gennemføre en sådan blokade. Themistokles derimod argumenterede for en offensiv strategi, som var rettet imod afgørende at ødelægge persernes overlegenhed til søs. Han trak på erfaringerne fra Artemisium og påpegede, at "kamp på et snævert område er til vores fordel". Hans synspunkt fandt støtte og den allierede flåde forblev ud for Salamis' kyst.
Tidsforløbet for slaget ved Salamis er vanskeligt at fastlægge med nogen form for sikkerhed. Herodot skriver om slaget som om det fandt sted lige efter erobringen af Athen uden nogetsteds direkte at skrive det. Hvis slagene ved Thermopylæ og Artemisium fandt sted i september, kan det være tilfældet, men det er formentlig mere sandsynligt at perserne brugte 2-3 uger på at erobre Athen, genudruste flåden og få nye forsyninger.
Det står dog klart, at Xerxes efter at have erobret Athen holdt et krigsråd med den persiske flåde. Herodot skriver, at dette foregik ved Phalerum. Artemisia, dronning af Halikarnassos og leder af dens flådeeskadre i Xerxes' flåde forsøgte at vente på at de allierede overgav sig, da hun mente at et slag i stræderne ved Salamis var en unødig risiko.
Trods det pressede Xerxes og hans vigtigste rådgiver Mardonius på for at få et angreb.
Det er svært at forklare hvad der til sidst udløste slaget, hvis man antager at ingen af siderne bare angreb uovervejet. Det står imidlertid klart, at på et tidspunkt lige inden slaget fik Xerxes information om splittelse i de allieredes ledelse. Peloponneserne ønskede at gennemføre en evakuering fra Salamis mens det endnu var muligt.
Denne påståede splittelse blandt de allierede kan have været en fælde for at narre perserne i kamp. Alternativt kan denne ændring i holdningen blandt de allierede (som tålmodigt havde ventet ud for kysten ved Salamis i mindst en uge mens Athen blev erobret), have været et svar på offensive persiske manøvrer. Det kan også være, at en persisk hær var blevet sendt af sted mod tangen for at afprøve flådens nerver.
Uanset hvad årsagen nu var, så beordrede Xerxes, da han modtog denne information, sin flåde til at stævne ud på patrulje ved Salamis og blokere de sydlige udgange. I skumringen gav han dem ordre til at trække sig tilbage, muligvis for at friste de allierede til at gennemføre en hurtig evakuering. Samme aften forsøgte Thermitokles hvad der nu synes at have været en særdeles vellykket brug af misinformation. Han sendte en tjener, Sicinnus, til Xerxes med en meddelelse om, at Themistokles var "på kongens side og foretrækker, at hans forehavende lykkes, ikke hellenernes". Themistokles hævdede, at den allierede ledelse var i indre strid, at peloponneserne planlagde at evakuere samme nat, og at for at vinde skulle perserne blot blokere stræderne. Ved at bruge dette påskud lader det til, at Themistokles forsøgte at opnå det modsatte, at narre den persiske flåde til at sejle ind i stræderne.
 Det var præcis den slags nyheder, som Xerxes ønskede at høre, at athenienserne måske var villige til at underkaste sig ham, og at han ville være i stand til at knuse resten af de allieredes flåde. Xerxes slugte tydeligvis maddingen, og den persiske flåde blev samme aften sendt af sted for at gennemføre denne blokade. Xerxes gav ordre til at der skulle opstilles en trone på skråningen af Aigaleobjerget med udsigt over stræderne, så han kunne se slaget tydeligt fra et udsigtspunkt, således at han kunne notere sig navnene på de kaptajner, der kæmpede ekstra godt.
Ifølge Herodot brugde de allierede aftenen på heftigt at debattere, hvad de skulle gøre. Peloponneserne foretrak evakuering, og det var på dette tidspunkt, at Themistokles forsøgte at narre Xerxes. Det var først da Aristides, den landsforviste atheniensiske general, ankom den nat ledsaget af nogle persiske desertører med nyheden om indsættelsen af den persiske flåde, at peloponneserne indså, at de ikke kunne flygte og således måtte kæmpe. Det har imidlertid med nogen vægt været hævdet, at peloponneserne måtte være bekendt med Themistokles' list, i betragtning af hvorledes de nu accepterede, at de måtte kæmpe. De allieredes flåde kunne således forberede sig ordentligt på slaget den kommende dag, mens perserne tilbragte natten forgæves på vandet på jagt efter den påståede græske evakuering. Den følgende morgen sejlede perserne ind i stræderne for at angribe den græske flåde. Det vides ikke hvornår, hvorfor eller hvordan denne beslutning blev taget, men det står klart, at det var perserne, som opsøgte de allierede.

## De modstående styrker

### Den græske flåde
Herodot skriver, at der var 378 trierer i den allierede flåde og angiver herefter hvor mange der kom fra hver af bystaterne, som vist i tabellen. Disse antal summerer imidlertid kun op til 366. Han skriver ikke direkte, at alle skibe kæmpede ved Salamis ("Alle disse kom til krigen med trierer ... Det samlede antal skibe ... var trehundredeogotteoghalvfjers"), og han skriver også at éginaerne "havde andre bemandede skibe, men de bevogtede deres egne områder med disse og kæmpede ved Salamis med de tredive mest sødygtige". Det har derfor været antaget, at forskellen i antal skyldes en garnison på 12 skibe, som blev efterladt ved Égina. Ifølge Herodot skiftede yderligere to skibe side fra perserne til grækerne, en før Artemisium og en før Salamis, så det samlede antal skibe ved Salamis skulle have været 368 (eller 380).
Ifølge den atheniensiske tragediedigter Aischylos, som rent faktisk kæmpede ved Salamis, var den græske flåde på 310 trierer (forskellen var antallet af atheniensiske skibe). Ktesias hævder, at den atheniensiske flåde kun var på 110 trierer, hvilket stemmer overens med Aischylos' tal. Ifølge Hypereides var den græske flåde kun på 22 skibe. Flåden var i praksis under kommando af Themistokles, men blev formelt ledet af den spartanske adelsmand Eurybiades, som det var blevet besluttet på kongressen i 481 f.Kr. Selv om Themistokles havde forsøgt at overtage kommandoen over flåden var de andre bystater imod dette, og derfor blev Sparta (som ikke havde traditioner til søs) overdraget kommandoen over flåden som et kompromis.
| By       |                   | By        |     | By      | Antal skibe |
| -------- | ----------------- | --------- | --- | ------- | ----------- |
| Athen    | 180               | Korinth   | 40  | Égina   | 30          |
| Khalkis  | 20                | Megara    | 20  | Sparta  | 16          |
| Sikyon   | 15                | Epidauros | 10  | Eretria | 7           |
| Ambrakia | 7                 | Troizen   | 5   | Naxos   | 4           |
| Lefkas   | 3                 | Ermioni   | 3   | Styra   | 2           |
| Kythnos  | 1 (1)             | Kéa       | 2   | Milos   | (2)         |
| Sifnos   | (1)               | Serifos   | (1) | Crotone | 1           |
| I alt    | 366 eller 378 (5) |           |     |         |             |

 Rene tal angiver trierer, tal i parentes er 50-årers pentekontere

### Den persiske flåde
Ifølge Herodot bestod den persiske flåde oprindelig af 1.207 trierer. Efter hans vurdering mistede den imidlertid en tredjedel af disse skibe under en storm ud for Magnesia, yderligere 200 i en storm ud for kysten ved Euboia, samt mindst 50 skibe i slaget ved Artemisium. Herodot hævder, at disse tab fuldt ud blev erstattet, men nævner kun 120 skibe fra grækerne i Thrakien og omliggende øer som forstærkning. Aischylos, som kæmpede ved Salamis, hævder også, at han stod overfor 1.207 krigsskibe der, hvoraf 207 var "hurtige skibe". Diodorus  og Lysias hævder uafhængigt af hinanden, at der var 1.200 skibe i den persiske flåde, som var samlet ved Doriskos i foråret 480 f.Kr. Tallet 1.207 (ved starten) anføres også af Eforos, mens hans lærer Isokrates hævder, at der var 1.300 ved Doriskos og 1.200 ved Salamis. Ctesias nævner et andet tal, 1.000 skibe, mens Platon i brede vendinger taler om 1.000 skibe og flere til.
Tallet 1.207 optræder i meget tidligere historiske kilder (472 f.Kr.) og det lader til, at grækerne rent faktisk mente, at de stod overfor så mange skibe. På grund af konsistensen i de antikke kilder er der nogle moderne historikere, der er tilbøjelige til at acceptere 1.207 som størrelsen på den oprindelige persiske flåde mens andre afviser dette tal, og hævder at 1.207 skal ses mere som en henvisning til den samlede græske flåde i Iliaden samt at perserne ikke kunne have sejlet mere end 600 skibe ind i det Ægæiske Hav. Meget få lader til at acceptere, at der var så mange skibe ved Salamis. De fleste mener, at der var 600-800. Det er også det antal man kommer frem til ved at summere det formentlige antal persiske skibe efter Artemisium (~550) og forstærkningerne (120), som Herodot nævner.

## Strategiske og taktiske overvejelser
Den overordnede persiske strategi ved invasionen i 480 f.Kr. var at løbe grækerne over ende med en massiv invasionsstyrke og afslutte erobringen af Grækenland i løbet af et enkelt år. Tilsvarende prøvede grækerne at få mest muligt ud af deres beskedne antal ved at forsvare afgrænsede områder og holde perserne i felten længst muligt. Xerxes havde tydeligvis ikke ventet en sådan modstand, ellers ville han have indledt felttoget tidligere på året (og ikke ventet i 4 dage ved Thermopylæ på at grækerne forsvandt). Tiden var nu af afgørende betydning for perserne – den enorme invasionsstyrke kunne ikke understøttes i ubegrænset tid, og formentlig ønskede Xerxes heller ikke at befinde sig i udkanten af sit rige i længere tid. Thermopylæ havde vist, at et frontalangreb mod en velbefæstet græsk stilling var omsonst. Med grækerne forskanset på Korinthtangen var der ikke store chancer for at erobre resten af Grækenland ad landvejen. Men, som det også var vist ved Thermopylæ, hvis grækerne kunne omgås, kunne deres mindre styrker besejres. En sådan omgåelse af tangen involverede brug af den persiske flåde. Kort sagt, hvis Xerxes kunne ødelægge den allierede flåde, ville han være i en stærk position til at gennemtvinge en græsk overgivelse. Dette syntes at være den eneste mulighed for at afslutte felttoget på kun et år. Tilsvarende ved at undgå ødelæggelse, eller, som Themistokles håbede på, ved slå den persiske flåde, kunne grækerne forhindre, at de blev overvundet.
Strategisk set var det imidlertid ikke nødvendigt for perserne at udkæmpe dette slag ved Salamis. Ifølge Herodot pegede dronning Artemisia af Karien herpå overfor Xerxes i tiden op til Salamis. Artemisia hævdede, at det var en unødig risiko at kæmpe til søs og foreslog i stedet:
Hvis De ikke har travlt med at kæmpe til søs, men holder Deres skibe her og tæt ved land, eller endda trænger ind i Peloponnes, så min herre, vil De nemt opnå det, De ønskede ved at komme her. Hellenerne kan ikke holde ud overfor Dem i længere tid, og De vil sprede dem, og de vil hver især flygte til deres egne byer.
Den persiske flåde var stadig stor nok til både at fastholde den allierede flåde i stræderne ved Salamis og sende skibe af sted for at landsætte tropper på Peloponnes. Da det kom til stykket var begge sider parat til at satse alting på et søslag i håbet om afgørende at påvirke krigens udfald.
Perserne havde en betydelig taktisk fordel i form af deres overlegne antal, men også ved at have "bedre sejlende" skibe. Det "bedre sejlende", som Herodot omtaler, skyldtes formentlig bedre sømandsskab. De fleste af de atheniensiske skibe (og dermed hovedparten af flåden) var nybyggede og havde uøvede besætninger.
Den mest almindelige flådetaktik i Middelhavet gik dengang ud på at vædre andre skibe (trierer var udstyret med en vædder i stævning) eller borde dem – således at et søslag blev forvandlet til et landslag). Perserne og grækerne fra Lilleasien var på dette tidspunkt begyndt at bruge en manøvre, som kaldtes diekplous. Det vides ikke helt præcis hvad den gik ud på, men handlede formentlig om at sejle ind imellem fjendtlige skibe og vædre dem i siden. Denne manøvre ville have krævet dygtigt sømandsskab og derfor ville det være mest oplagt at perserne anvendte den. De allierede derimod udviklede en taktik som specifikt imødegik dette.
Der har været meget debat om hvordan den allierede flåde så ud sammenlignet med den persiske flåde. Meget af dette har drejet sig om den antagelse, fra Herodot, at de allierede skibe var tungere, og dermed sværere at manøvrere. Kilden til denne ekstra tyngde er uvis. Måske var de allierede skibe bygget tungere, eller måske var træet tungere fordi skibene ikke var blevet tørret ud om vinteren (der er ikke rigtig beviser for nogen af delene). En anden mulighed er, at tyngden skyldtes vægten af fuldt pansrede hoplit-marinesoldater (20 hoplitter i fuldt panser ville veje 2 tons). Denne tyngde, uanset årsagen, ville yderligere mindske sandsynligheden for at de anvendte diekplous. Det er derfor sandsynligt, at de allierede havde ekstra marinesoldater om bord, hvis deres skibe var mindre manøvredygtige, da entring var den mest oplagte taktik de kunne bruge, på bekostning af at skibene derved blev endnu tungere. Herodot taler faktisk om at grækerne erobrede skibe ved Artemisium frem for at sænke dem. Det er også blevet nævnt, at vægten af de allierede skibe kan have gjort dem mere stabile i vinden ud for kysten af Salamis, og gjort dem mindre følsomme overfor vædring (eller nærmere: få mindre skader når de blev vædret).
Taktisk set ville et slag i åben sø have været at foretrække for perserne med deres overlegne antal og bedre sømandsskab. For grækerne bestod det eneste realistiske håb om en afgørende sejr i at trække perserne ind på et begrænset område, hvor deres antal ikke betød ret meget. Slaget ved Artemisium havde set forsøg på at opveje persernes fordel i antal, men til sidst kan de allierede have indset, at de havde brug for en endnu mere snæver kanal for at besejre perserne. Ved at sejle ind i stræderne ved Salamis for at angribe grækerne spillede perserne grækernes spil. Det synes sandsynligt, at perserne ikke ville have forsøgt det, hvis ikke de var sikre på at den allierede flåde ville kollapse, og Themistokles' påskud lader derfor til at have spillet en afgørende rolle i at ændre situationen til grækernes fordel. Salamis var et unødvendigt slag for perserne og en strategisk fejltagelse.

## Slaget
Selve slaget ved Salamis er ikke fyldestgørende beskrevet i de antikke kilder, og det er usandsynligt at nogen (udover måske Xerxes) af de involverede havde en klar fornemmelse af hvad der skete på kryds og tværs af stræderne. Det følgende er nærmere en diskussion end en præcis beskrivelse.

### Dispositioner
I den allierede flåde var athenerne på venstre fløj, og på højre fløj var formentlig spartanerne (selv om Diodorus siger, at det var magaranerne og eginæerne) mens de øvrige kontingenter var i centrum. Den allierede flåde var formentlig opstillet i to rækker, da stræderne var for smalle til at der var plads til en enkelt række. Herodot skriver, at den allierede flåde lå i en nord-sydgående linje, formentlig med den nordlige flanke ud for kysten af vore dages Ayios Georgis og den sydlige flanke ud for kysten ved Kap Vavari (del af Salamis). Diodorus mener, at den allierede flåde var placeret i øst-vestlig retning og dækkede strædet mellem Salamis og Aigaleosbjerget; men det er nok usandsynligt, at de allierede ville have placeret en af deres flanker op mod persisk besat område.
Det lader til at være forholdsvis sikkert, at den persiske flåde blev sendt af sted for at blokere udsejlingen fra stræderne aftenen inden slaget. Herodot mener tydeligvis, at den persiske flåde rent faktisk sejlede ind i strædet ved aftenstid men henblik på at fange de allierede når de flygtede. Moderne historikere har imidlertid tvivlet stærkt herpå. Nogle har påpeget vanskelighederne ved at manøvrere i det snævre farvand om natten, mens andre har accepteret Herodots udlægning. Der er således to muligheder: at perserne i løbet af natten simpelthen blokerede udsejlingen fra stræderne og derpå sejlede ind i stræderne i dagslys, eller at de sejlede ind i stræderne og formede en slaglinje i løbet af natten. Uanset hvornår de forsøgte det, forekommer det sandsynligt, at perserne brugte spidsen af Kap Vivari som omdrejningspunkt, så at de efter i starten at have været placeret øst-vest (hvorved de blokerede udsejlingen) endte med at ligge på en nord-sydgående linje (se diagram). Den persiske flåde lader til at have været formeret i tre rækker af skibe (ifølge Aischylos) med den kraftige fønikiske flåde på højre flanke ved Aigaleosbjerget, joniske skibe på venstre flanke og de øvrige grupper i centrum.
Diodorus skriver, at den ægyptiske flåde blev sendt af sted for at sejle rundt om Salamis og blokere den nordlige udsejling fra stræderne. Hvis Xerxes ville fange de allierede fuldstændigt, gav denne manøvre mening (især hvis han ikke regnede med at de allierede ville kæmpe). Dette nævnes imidlertid ikke af Herodot (og hentyder muligvis til den ægyptiske tilstedeværelse i hovedslaget) hvilket har fået moderne historikere til at afvise den mens andre accepterer den som en mulighed. Xerxes havde også placeret omkring 400 tropper på øen Psyttaleia, i midten af udløbet fra stræderne, for at dræbe eller fange enhver græker, som havnede der som følge af skibbrud eller grundstødning.

### Den indledende fase
Uanset hvornår de sejlede ind i stræderne, så gjorde perserne ikke anstalter til at angribe de allierede før om morgenen. Da de slet ikke havde tænkt sig at flygte, havde de allierede kunnet bruge natten på at forberede sig på slaget, og efter at Themistokles havde holdt en tale gik de om bord på skibene og gjorde sig klar til at sejle.
Ifølge Herodot var det ved daggry at de allierede '"stak til søs og barbarerne straks angreb dem". Hvis perserne først sejlede ind i stræderne ved daggry, ville de allierede have haft tid til at formere sig på en mere ordnet måde.
Aischylos hævder at da perserne nærmede sig (hvilket muligvis antyder, at de allerede var i stræderne ved daggry), kunne de høre grækerne synge deres slagslag (paean) inden de så den allierede flåde:
Ὦ παῖδες Ἑλλήνων ἴτε,
ἐλευθεροῦτε πατρίδ', ἐλευθεροῦτε δὲ
παῖδας, γυναῖκας, θεῶν τέ πατρῴων ἕδη,
θήκας τε προγόνων:
νῦν ὑπὲρ πάντων ἀγών.
Fremad hellenernes sønner,
Befri fædrelandet, 
Befri jeres børn, jeres kvinder,
jeres fædres guders altre
og jeres forfædres grave:
Nu er det kampen for alt.
Herodot fortæller, at ifølge athenienserne hejste korintherne deres sejl, da slaget begyndte, og begyndte at sejle væk fra slaget, nordpå op gennem stræderne, men han siger også, at andre grækere afviser denne historie. Hvis dette rent faktisk skete, er en mulig forklaring, at disse skibe var blevet sendt af sted for at rekognoscere den nordlige udsejling fra stræderne, for det tilfælde, at den omkringsejlende ægyptiske eskadres ankomst var umiddelbart forestående (hvis den nu også faktisk skete). En anden mulighed (som ikke er i modstrid med den forrige) er at afsejlingen af korintherne rent faktisk var det, som fik perserne til at gå til angreb, da det kunne se ud som om den allierede flåde var i opløsning. Uanset, hvis de nogensinde sejlede bort, så vendte korintherne snart tilbage til slaget.
Da de nærmede sig den allierede flåde i de overfyldte stræder, lader det til at perserne kom ud af formation og blev klemt sammen i det snævre farvand. Desuden ville de være blevet klar over, at den græske flåde langt fra var i opløsning, men i stedet havde formeret en kamplinje og klar til angreb. Men i stedet for at angribe straks, lod de allierede til i starten at bakke deres skibe væk, som om de var bange. Ifølge Plutark var dette for at blive bedre placeret, og også for at vinde tid indtil morgenvinden kom. Herodot fortæller legenden om, at da flåden bakkede havde de set skikkelsen af en kvinde, som spurgte dem: "Galninge, hvor langt vil I yderligere bakke jeres skibe?" Mere plausibelt fortæller han, at mens de allierede bakkede, skød et enkelt skib frem for at vædre det nærmeste persiske fartøj. Athenerne hævdede, at dette var skibet under ledelse af atheneren Ameinias af Pallene, mens eginæerne hævdede, at det var et af deres skibe. Hele den græske linje fulgte efter og sejlede direkte mod den uorganiserede persiske kamplinje.

### Hovedslaget
Detaljerne om resten af slaget er få, og ingen af de involverede havde overblik over hele kampområdet. Trierer havde i almindelighed en stor vædder i stævnen, som kunne bruge til at sænke fjendlige skibe, eller i det mindste gøre den ukampdygtig ved at knække rækken af årer i den ene side. Hvis den indledende vædring ikke lykkedes, fulgte der noget, som mindede om et landslag. Begge sider havde marinesoldater på deres skibe for dette tilfældes skyld. Grækerne havde fuldt pansrede hoplitter; mens perserne formentlig havde lettere pansret iransk infanteri.
Da den første række af persiske skibe blev presset tilbage af grækerne blev de langs hele kamplinjen filtret ind i den fremrykkende anden og tredje række af deres egne skibe. På grækernes venstre fløj blev den persiske admiral Ariabignes (en bror til Xerxes) dræbt tidligt i slaget, hvilket efterlod de fønikiske eskadrer uden leder og organisation, og det lader til at de blev trængt tilbage mod kysten, hvorved mange skibe løb på grund. I centrum trængte en kile af græske skibe gennem den persiske linje og delte flåden i to.
Herodot fortæller, at Artemisia, dronningen af Halicarnassos og kommandør over det kariske kontingent, blev forfulgt af Ameinias af Pallenes' skib. I forsøget på at undslippe vædrede hun et andet persisk skib, og overbeviste derved den athenske kaptajn om at skibet tilhørte en allieret. Han opgav derfor forfølgelsen. Xerxes, som så episoden troede, at hun med held havde angrebet et allieret skib, og da han så hvor dårligt de øvrige kaptajner klarede sig, sagde han: "Mine mænd er blevet til kvinder, og mine kvinder er blevet til mænd".
Den persiske flåde begyndte at trække sig tilbage mod Phalerum, men ifølge Herodot lå eginæerne på lur og angreb dem da de forsøgte at forlade stræderne.
De resterende persiske skibe humpede tilbage til havnen i Phalerum og den persiske hærs beskyttelse. Den athenske general Aristides førte derpå en troppestyrke over til Psyttaleia for at nedslagte den garnison, som Xerxes havde efterladt der.
De præcise persiske tab omtales ikke af Herodot, men han hævder, at det følgende år bestod den persiske flåde af 300 trierer. De persiske tab afhænger således af hvor mange skibe de havde fra starten, noget i retning 200-300 synes sandsynligt, baseret på de ovennævnte estimater over størrelsen af den persiske flåde. Ifølge Herodot led perserne langt større tab end grækerne fordi de fleste persere ikke kunne svømme. Xerxes, som sad på sin trone på Aigaleosbjerget, var vidne til blodbadet. Nogle skibbrudne fønikiske kaptajner forsøge at beskylde jonerne for fejhed i den sidste del af slaget. Xerxes, som var i et meget dårligt humør, og netop havde set et jonisk skib erobre et skib fra Egina, fik fønikerne halshugget for at bagtale "mere ædle mænd".

## Efterspil
Umiddelbart efter slaget ved Salamis forsøgte Xerxes at bygge en pontonbro eller dæmningsvej over stræderne, så han kunne bruge sin hær til at angribe athenerne, men da den græske flåde nu selvsikkert patruljerede i stræderne viste dette sig umuligt. Herodot fortæller, at Xerxes holdt et krigsråd, hvor den persiske general Mardonius forsøgte at bagatellisere nederlaget:
 Sire, være ikke sorgfuld eller meget pint af de som har ramt os. Det er ikke ting af træ som er afgørende for os, men mænd og heste... Hvis De ønsker det, lad os da straks angribe Peloponnes, eller hvis det behager Dem at vente kan vi også gøre det... Det bedste er, at De gør som jeg foreslår, men hvis De har besluttet at føre Deres hær bort, selv da har jeg en anden plan. Gør ikke perserne til grin overfor grækerne, for hvis De har lidt skade, er det ikke persernes skyld. De kan heller ikke sige, at vi har gjort mindre en tapre mænd bør, og hvis fønikere og ægyptere og cyprioter eller kiliker har gjort det er det ikke perserne, som har andel i denne katastrofe. Derfor, da perserne ikke kan bebrejdes, så vær vejledt af mig. Hvis De er fast besluttet på ikke at blive, så marcher hjemad med størstedelen af Deres hær. Så er det op til mig, at trældbinde og overdrage Hellas til Dem med trehundredetusinde af Deres tropper, som jeg vil udvælge.
Af frygt for at grækerne kunne angribe broerne over Hellespont og fange hans hær i Europa, valgte Xerxes at gøre dette, og tog hovedparten af hæren med sig. Mardonius udvalgte de tropper, som skulle blive med ham i Grækenland. Han tog eliteenhederne fra infanteriet og kavaleriet for at afslutte erobringen af Grækenland. Alle de persiske styrker forlod imidlertid Attica og , Mardonius overvintrede i Boiotien og Thessalien. Athenerne kunne således vende tilbage til deres afbrændte by i vinteren.
Det følgende år generobrede Mardonius Athen (den allierede hær foretrak fortsat at bevogte korinthtangen). De allierede enedes til sidst om, under spartansk lederskab, at forsøge at tvinge Mardonius til et slag og marcherede mod Attica. Mardonius trak sig tilbage til Boiotien for at narre grækerne ud i åbent terræn og de to hære mødtes til sidst nær byen Platæa, som var blevet brændt af det foregående år. I slaget ved Platæa vandt den græske hær en afgørende sejr, og ødelagde en stor del af den persiske hær og afsluttede invasionen af Grækenland. I det næsten samtidige søslag ved Mycale ødelagde den allierede flåde en stor del af den resterende persiske flåde.

## Betydning
Slaget ved Salamis var vendepunktet i perserkrigene. Efter slaget var Peloponnes og dermed Grækenland som sådan sikret mod at blive erobret, og perserne led et stort knæk i deres prestige og moral (foruden betydelige tab). I de følgende slag ved Platæa og Mycale blev truslen om erobring fjernet, og de allierede kunne gå i modoffensiv. Den græske sejr gav makedonerne mulighed for at gøre oprør mod det persiske styre, og i løbet af de næste 30 år blev Thrakien, De ægæiske Øer og til sidst Jonien
befriet fra perserne af de allierede eller af den athenisk dominerede efterfølger, det Attiske Søforbund. Salamis blev starten på et afgørende skift i magtbalancen til fordel for grækerne, som kulminerede med græsk sejr, som alvorligt svækkede den persiske magt i det ægæiske område.
I lighed med slagene ved Marathon og Thermopylæ har Salamis opnået noget i retning af en legendarisk status (i modsætning f.eks. til det mere afgørende slag ved Platæa), måske på grund af de desperate omstændigheder og de svære odds. Et stort antal historikere har udtalt, at Salamis er et af de vigtigste slag i menneskets historie (om end det samme siges som slaget ved Marathon). I en mere ekstrem udgave af denne påstand hævder nogle historikere, at hvis grækerne havde lidt nederlag ved Salamis, vil den efterfølgende persiske erobring af Grækenland effektivt have stoppet udviklingen af en 'vestlige civilisaion' som den vi kender. Dette synspunkt er baseret på den forudsætning, at mange sider af vort moderne vestlige samfund, såsom filosofi, videnskab, personlig frihed og demokrati har sine rødder i arven fra det antikke Grækenland. Denne skole hævder således, at i betragtning af hvor stor betydning grækerne har haft for udviklingen af den 'vestlige civilisation' ville en persisk erobring måske have betydet at historien ville have udviklet sig helt anderledes. Man kan imidlertid også hævde, at dette ikke ville have været tilfældet. F.eks. havde jonerne – selv om de var underlagt perserne – bibeholdt deres egen særlige kultur,
selv om denne kultur ikke var demokratisk og manglede mange af de karakteristika (personlig frihed, demokrati) som det athenske kultur prises for. Det er også værd at nævne, at opblomstringen af den særdeles indflydelsesrige athenske kultur først skete efter at perserkrigene var blevet vundet.
Militært er det vanskeligt at drage mange konklusioner af slaget ved Salamis på grund af usikkerheden om hvad der rent faktisk skete. De allierede valgte igen deres slagmark med omhu, så persernes overtal ikke fik så stor betydning, men denne gang (i modsætning til Thermopylæ) var de afhængige af at perserne indledte et unødvendigt angreb for at deres stilling blev god. Da det forårsagede angrebet, er den måske vigtigste militære lære i slaget Themistokles anvendelse af list til at frembringe den ønskede reaktion fra fjenden.

### Antikke kilder
- Herodot, Historien, Perseus online version
- Aischylos, uddrag fra The Persians Arkiveret 19. januar 2013 hos  Wayback Machine
- Ctesias, Persica (uddrag i Photius' resumé)
- Diodorus Siculus, Biblioteca Historica.
- Thukydid, Historien om den peloponnesiske krig
- Eforos, Hellenika
- Plutarch, Themistokles
- Cicero, De legibus

### Moderne kilder
- Holland, Tom. Persian Fire. London: Abacus, 2005 (ISBN 978-0-349-11717-1)
- Green, Peter. The Greco-Persian Wars. Berkeley: University of California Press, 1970; revised ed., 1996 (hardcover, ISBN 0-520-20573-1); 1998 (paperback, ISBN 0-520-20313-5).
- Lazenby, JF. The Defence of Greece 490–479 BC. Aris & Phillips Ltd., 1993 (ISBN 0-85668-591-7)
- Fehling, D. Herodotus and His "Sources": Citation, Invention, and Narrative Art. Translated by J.G. Howie. Leeds: Francis Cairns, 1989.
- Finley, Moses (1972). "Introduction". Thucydides – History of the Peloponnesian War (translated by Rex Warner). Penguin. ISBN 0140440399.
- Burn, A.R., "Persia and the Greeks" in The Cambridge History of Iran, Volume 2: The Median and Achaemenid Periods, Ilya Gershevitch, ed. (1985). Cambridge University Press.
- Köster, A.J. Studien zur Geschichte des Antikes Seewesens. Klio Belheft 32 (1934).
- Green, Peter. The Year of Salamis, 480–479 B.C. London: Weidenfeld and Nicolson, 1970 (ISBN 0-297-00146-9).
- Hanson, Victor Davis. Carnage and Culture: Landmark Battles in the Rise of Western Power. New York: DoubleDay, 2001 (hardcover, ISBN 0-385-50052-1); New York: Anchor Books, 2001 (paperback, ISBN 0-385-72038-6).
- Lee, Felicia R. A Layered Look Reveals Ancient Greek Texts The New York Times, 27 November 2006
- Strauss, Barry. The Battle of Salamis: The Naval Encounter That Saved Greece—and Western Civilization. New York: Simon and Schuster, 2004 (hardcover, ISBN 0-7432-4450-8; paperback, ISBN 0-7432-4451-6).
- Ιστορία του Ελληνικού Έθνους (History of the Greek nation) vol Β', Ekdotiki Athinon 1971
- Garoufalis N. Demetrius, Η ναυμαχία της Σαλαμίνας, η σύγκρουση που άλλαξε τον ρού της ιστορίας (The battle of Salamis, the conflict that changed the flow of history), Στρατιωτική Ιστορία (Military History) magazine, issue 24, August 1998

## Eksterne kilder
- Wikimedia Commons har flere filer relateret til Slaget ved Salamis
- Livius Picture Archive: the naval battle off Salamis (480 BCE) Arkiveret 23. september 2013 hos  Wayback Machine

37°57′05″N 23°34′00″Ø / 37.9514°N 23.5667°Ø